# Шевалье, Гильом (поэт и врач)
Гильо́м (Гийо́м) Шевалье́ (дата рождения неизвестна — ум. ок. 1670) — французский поэт и медик.
Врач по профессии, он оставил сочинения: Oeuvres ou Mélanges poétiques (Ньор, 1647, 8 частей), представляющий собой сборник панегириков святым довольно запутанного содержания, написанных на французском и латыни; La poésie sacrée ou mélanges poétiques en vers latins et français (Париж, 166, 12 частей) — детальное описание гранд-тура в Овернь, и другие.